# Yamethin
Yamethin est une ville du centre de la Birmanie située dans le district du même nom, dans la Région de Mandalay. Elle se trouve dans la vallée de la Sittang, sur la route entre Pyinmana et Meiktila.